# Alexander Stephens
Alexander Hamilton Stephens (1812. február 11. – 1883. március 4.) georgiai születésű amerikai politikus volt és az Amerikai Konföderációs Államok alelnöke az amerikai polgárháború alatt. A háború előtt és azt követően, a Rekonstrukció idején Georgia állam kongresszusi képviselője volt az alsóházban. Élete végén, 1882 és 1883 között Georgia kormányzója lett. A Whig Pártban ismerte meg Abraham Lincolnt, későbbi barátját és politikai szövetségesét. Bár útjaik elváltak, a polgárháború zárószakaszában ismét találkoztak a háború lezárását megkísérelendő; de a megegyezés a nézetek nagyfokú eltérése miatt nem jöhetett létre.

## Ifjúsága, és pályafutása
Alexander H. Stephens 1812. február 11-én született. Apja Adrew Baskins Stephens, anyja Margaret Grier volt.
Stephens-ék a mai Crawfordville melletti farmon éltek, Taliaferro megyében, Georgia államban. Alexander születésekor a farm Wilkes megyéhez tartozott. Taliaferro megyét 1825-ben alakították ki Greene, Hancock, Oglethorpe, Warren és Wilkes megyék területének egybevonásával.
Apja 1795-ben, 12 éves korában vándorolt Pennsylvaniából Georgiába. A féltestvére életéről íródott Biographical Sketch of Linton Stephens c. életrajz szerint Andrew B. Stephens-t was „ritka intellektuális képességekkel volt megáldva; egészséges és józan ítélőképességgel rendelkezett; megbízható tanácsadó, éles eszű, önálló, őszinte és bátor személyiség volt”
Georgiai származású édesanyja Robert Grier a Grier's Almanac alapítójának testvére volt. 26 éves korában, 1812-ben halt meg, a kis Alexander Stephens mindössze három hónapos volt ekkor. A Recollections of Alexander H. Stephens c. könyv bevezetőjében az olvasható édesanyja családjáról, miszerint: „Margaret olyan családból származott, mely szerette a könyveket, s emiatt a jognak, a háborúnak és a meteorológiának szentelte magát.” Majd így folytatódik: „Fia jellemét a szülők tulajdonságai formálták. Alexander takarékos, jószívű, haladó szellemű volt, jogászként a vidék legjobbjai közé emelkedett, könyveket gyűjtött és olvasott nagy szeretettel, és az Egyesült Államok Meteorológiai Hivatalában dolgozó apjához hasonlóan tanulmányozta az időjárást.” 1814-ben Andrew B. Stephens feleségül vette Matilda Lindsay-t, John Lindsay, a Függetlenségi háború ezredesének lányát.
1826 májusában Alexander 14 évesen pár nap eltéréssel elvesztette édesapját és mostohaanyját is Haláluk miatt ő és testvérei más és más rokonokhoz kerültek. Szegényen és nehéz körülmények között nőtt fel.
Alexander először édesanyja másik bátyja, Aaron W. Greer tábornok Rayton melletti házába került Taliaferro megyében. Grier örökölte saját apja könyvtárát, így a vidéken neki volt a legnagyobb gyűjteménye., melyet a könyveket már fiatalon is faló Alexander maga emel ki a Recollections... c. műben.

Stephens fiatal korában

A fiatal Stephens törékeny alkata koraérett gondolkodást takart, így több pártfogója jóvoltából tanulmányokat kezdhetett. Alexander Hamilton Webster presbiter, a Wilkes megyei Washingtonban épült iskola felügyelője volt egyik mentora. Stephens az iránta érzett tisztelet miatt középső névként felvette a Hamiltont. Stephens később a georgiai Athens-ben levő Franklin College-en tanult, amelyből később a University of Georgia nőtte ki magát, s ahol egyik szobatársa Crawford W. Long, későbbi neves sebész és gyógyszerész volt. Osztályelsőként kapott diplomát 1832-ben.
Számos tanárként eltöltött év után jogi tanulmányokba kezdett és 1834-ben vizsgáit letéve Crawfordville-ben megnyitotta sikeres ügyvédi irodáját. 32 éves praxisa alatt az igaztalanul vádoltak tehetséges védőügyvédjeként lett ismert. Egyetlen főbenjáró bűnök elkövetésével vádolt ügyfelét sem végezték ki. Egy esetben egy gyilkossággal vádolt néger rabszolgaasszony védelmét vállalta saját elhatározásából önként jelentkezve a feladatra. Az asszony ellen szóló közvetett bizonyítékok dacára Stephens-nek sikerült elérnie a felmentését.
Egész életében rendkívül beteges volt. Noha felnőttként 170 cm-esre nőtt, súlya gyakran nem haladta meg a 45 kg-ot.
Vagyona növekedtével Stephens földet és rabszolgákat vásárolt. A polgárháború idején 34 rabszolgája volt és sok ezer hektárnyi birtoka. 1836-ban kezdett hivatásszerűen politizálni, mikor beválasztották a Georgia állami törvényhozásba, ahol 1841-ig volt képviselő. 1842-ben Georgia állam szenátusának tagja lett.

## A Kongresszusban
Stephens 1843. október 2-től 1859. március 3-ig, az Egyesült Államok Kongresszusának tagja volt, a 28. Kongresszustól egészen a 35-ig. A Whig párt képviselőjeként választották meg 1843-ban, a Mark A. Cooper lemondása után megüresedett helyre kiírt időközi választáson. A mandátum egész Georgia képviseletére szólt, mivel ebben az államban 1844-ig még nem léteztek választói kerületek. A Whig-párti Stephens-t a 7. választókerület újraválasztotta 1844-ben, 1846-ban és 1848-ban is, majd 1851-ben a 8. választókerületben győzött, az Alkotmányos Uniópárt színeiben. 1853-ban ismét a Whigek jelöltjeként győzött a 8. választókerületben, majd ezt követően 1855-ben és 1857-ben a Demokrata Párt tagjaként győzedelmeskedett.
A nemzeti törvényhozás tagjaként fontos szerepet játszott a polgárháborút megelőző évtizedekben. Stephens minden nagyobb vitában részt vett. Kezdetben a rabszolgaság mérsékelt támogatójaként lépett föl, de később magáévá tette a rabszolgatartást indokló déli érvelésrendszer egészét.
Stephens gyorsan kitűnt a képviselőházban a déli whigek között. Támogatta Texas 1845-ös annexióját. Whig képviselőtársaival együtt vehemensen ellenezte a Mexikói-amerikai háború kirobbantását és később a háború után szerzett területeken való rabszolgatartás megtiltását előirányzó Wilmot Proviso elfogadását. Nagy vitát okozva 1848-ban elnapoltatta a Clayton Kompromisszumot, mely tiltotta volna a rabszolgaságot az Oregon Territoriumon, és a jogi megítélést Új-Mexikó valamint Kalifornia esetében az Egyesült Államok Legfelsőbb Bíróságának megítélésére hagyta volna. Ez kis híján a halálát okozta, mivel Francis H. Cone bíróval folytatott egyre jobban elfajuló vitája során Cone az atlantai Thompson's Hotelben dührohamában több szúrással megsebesítette. Nála erősebb felépítésű támadója legyűrte Stephens-t, de mindvégig ellenállt a kényszernek és akkor sem volt hajlandó megváltoztatni képviselt véleményét, mikor az életének elvételével fenyegette. A hat késszúrás Stephens-t súlyosan megsebesítette és megmenekülését egy pár a közelben tartózkodó ember közbeavatkozásának köszönhette, akik elrángatták Cone-t. Több hétig lábadozott Crawfordville-be, de jobb kezét sosem tudta annyira használni, mint annak előtte; ennek ellenére nem követelte a Cone elleni vádemelést, így az bűnösnek vallhatta magát egy kisebb vétekben és megúszhatta 800 dollár büntetés kifizetésével. Stephens később kibékült Cone-nal, és korábbi szívélyes viszonyuk helyreállt.
Stephens és georgiai képviselőtársa, Robert Toombs Zachary Taylor elnökké választása mellett kampányoltak 1848-ban. Mindkettőjük nagy bosszúságára és felháborodására Taylor mereven ragaszkodott az 1850-es kompromisszum különböző aspektusaihoz. Stephens-ék helyeselték az 1850-es kompromisszumot, noha ellenezték a rabszolgaság kirekesztését a territóriumokról, mivel az az ő szemükben az emberek közösségének tulajdona volt. Stevems és Toombs visszatért a fővárosból Georgiába, hogy otthoni tennivalóikhoz összeszedjék a támogatókat. Mindkettőjük hozzájárulása elengedhetetlen volt a Georgia Platform megfogalmazásához, mely mögé a Mély-Dél unionista meggyőződésű polgárai felsorakozhattak.
Stephens és Toombs nem csak politikai szövetségesek lettek, hanem életük végéig szóló barátságot kötöttek. Stephens-t úgy jellemezték, mint „rendkívül érzékeny fiatalember, komoly és örömtelen, elemésztő ambíció diktálta életformával, szegénységből táplálkozó büszkeséggel és saját magába forduló morbid érdeklődéssel”. Ezzel éles ellentétben állt Toombs „robusztus alkata, gazdag hedonizmusa. De ez a fura bajtársiasság egész életükben közös egyetértésben kísérte őket.”

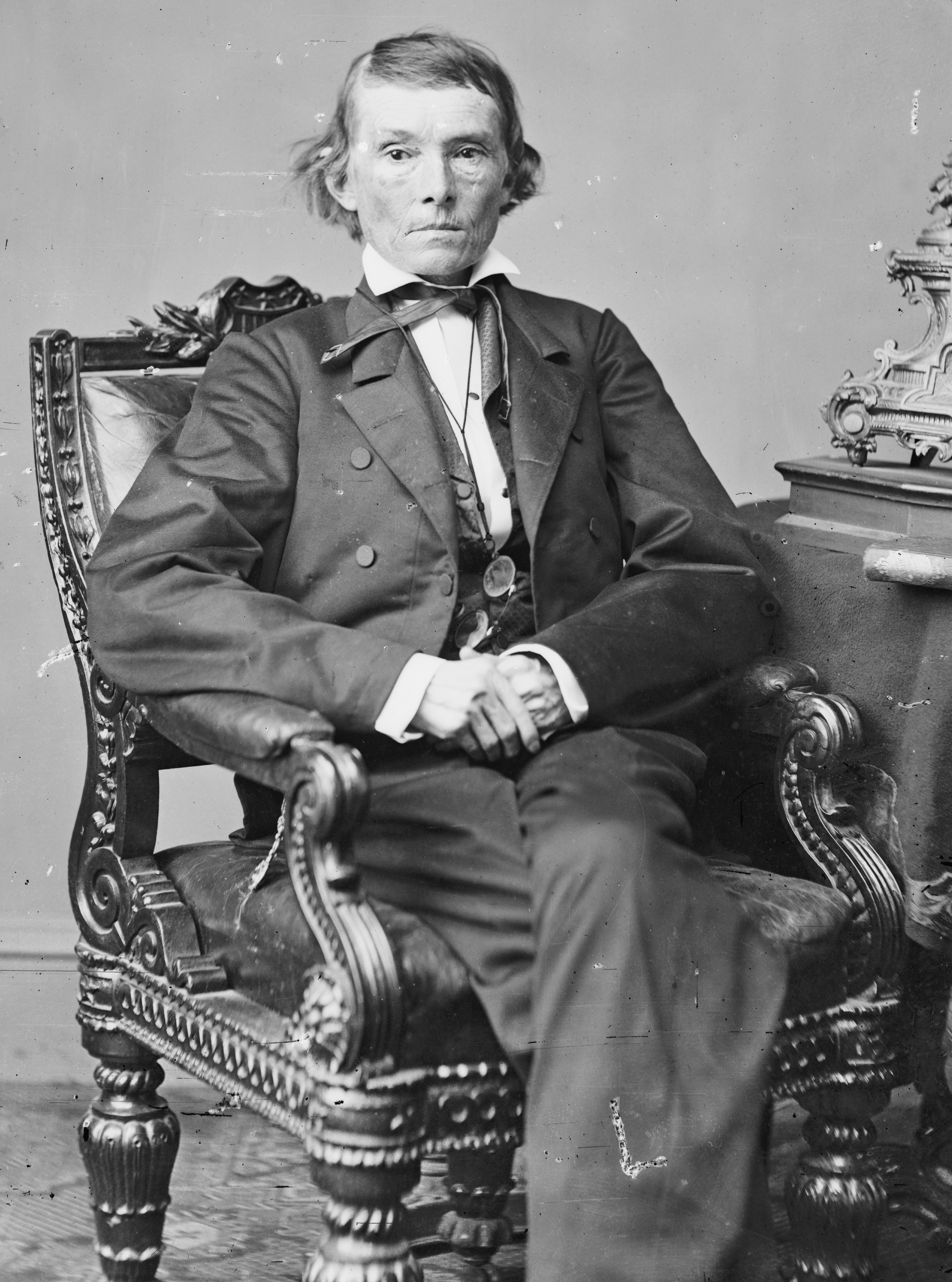
Alexander Stephens

Ekkoriban már Stephens kilépett a Whig pártból, mivel annak északi tagjai ellenálltak a déli érdekek érvényesítésének. Georgiában Stephens, Toombs, és Howell Cobb demokrata képviselő megalakította az Alkotmányos Uniópártot. A párt földindulásszerű győzelmet aratott a választáson, így Stephens - ekkor első ízben - nem whigként térhetett vissza a Kongresszusba. Az elkövetkező éveket gyakorlatilag függetlenként töltötte el. Erélyesen ellenezte az Alkotmányos Uniópárt feloszlatását, mikor az 1851-ben rogyadozni kezdett, ám a politikai realitás hamarosan kikényszerítette, hogy az pártot létrehozó demokraták megint a Demokrata Párthoz közeledjenek, így a whigekkel való együttműködés 1852 közepére véget ért. Ez kihúzta az 1850-es kompromisszumot támogató párt alól a talajt.
Az észak-déli megosztottság 1854-ben megint előtérbe került, mikor Stephen A. Douglas illinois-i szenátor megkezdte Nebraska Territórium megszervezését, mely északra feküdt a Missouri Kompromisszumban megállapított vonaltól, melyet a Kansas–Nebraska-törvény rögzített. Ez a törvénytervezet haragot keltett északon, mert a népszuverenitás elvét alkalmazta a Territóriumokra és így megszegte a Missouri kompromisszumot. Stephens erőfeszítései nélkül a törvény sosem ment volna át a képviselőházon, ő azonban egy elfeledett házszabályt alkalmazva szavazásra vitte a törvénytervezetet. Ezt később élete legnagyobb diadalának nevezte.
Ettől kezdve Stephens a demokratákkal azonosan voksolt. 1856 előtt Stephens-t nem lehetett teljes mértékben demokratának nevezni és ezután sem tette formálissá hovatartozását. Azonban informális együttműködése is oda vezetett, hogy sok korábbi whig kollégájától végleg eltávolodott. Amikor a Whig párt 1852-es választás után szétzilálódott, számos whig a rövid életű Semmittudók párt zászlaja alá áramlott. Stephens azonban erőteljesen ellenezte a párt titokzatoskodását, bevándorlásellenességét és katolikusellenes retorikáját is.
Dacára a Demokrata Pártba való kései belépésének Stephens gyors előmenetelt tanúsított. James Buchanan elnök mellett segédkezett a kansasi Lecompton alkotmány elfogadásáért folytatott sikertelen kezdeményezés során 1857-ben. Szintén nagy szerepet játszott az elbukott English Bill megszövegezésében, miután a Lecompton alkotmány leszavazása világossá vált.
Stephens nem mérette meg magát az 1858-as kongresszusi képviselőválasztáson. Az észak-déli ellentét kiéleződésével párhuzamosan azonban egyre inkább szembehelyezkedett a déli szélsőségesekkel. Noha szinte a Lecompton alkotmány ellenzése és a Buchanannal való szakítása miatt szinte minden déli a déli érdekek árulójaként tekintett Douglas-re, Stephens jó viszonyban maradt vele és tagja lett az 1860-as választáson Douglas elektori kollégiumának.
Bruce Catton történész szerint Stephens „kapta a valaha politikusnak adott legbizarrabb becenevet”, miután „Georgia apró, sápadt csillaga”-ként emlegették.

## A Konföderáció alelnöke

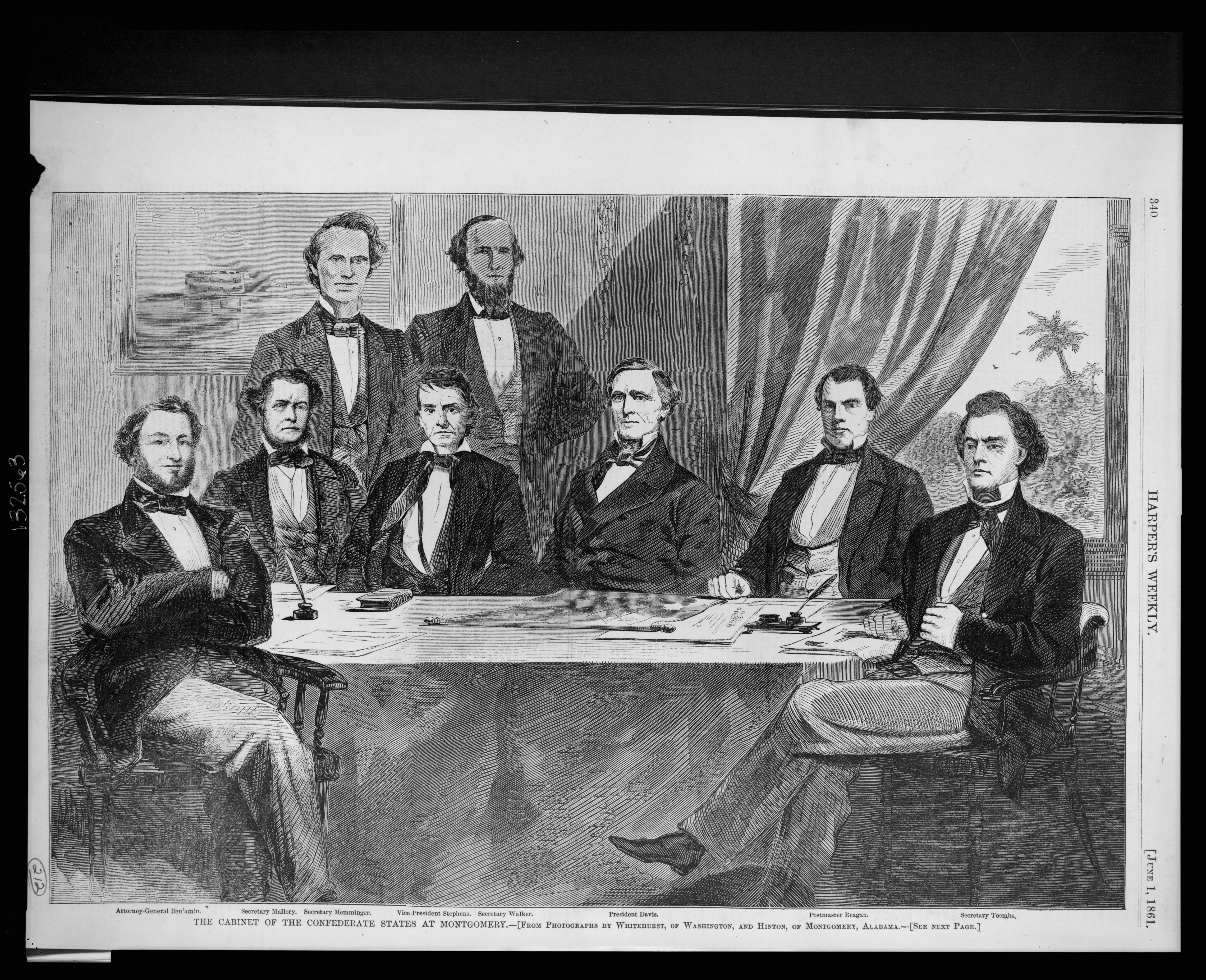
Az első konföderációs kabinet tagjai. Balról jobbra Judah P. Benjamin, Stephen Mallory, Christopher Memminger, Alexander Stephens, LeRoy Pope Walker, Jefferson Davis, John H. Reagan és Robert Toombs.

1861-ben Stephens-t megválasztották a Georgiai Szecessziós Konvención részt vevő képviselőnek, hogy közreműködjön annak eldöntésében, mi legyen Georgia válasza Abraham Lincoln elnökké választására. A konvención és az 1860-as elnökválasztási kampány során Stephens-t Liberty Hall bölcsének nevezték és arra hívta fel déli honfitársait, hogy maradjanak lojálisak az Unióhoz, és azt egy léket kapott, de megjavítható hajóhoz hasonlította. A konvenció folyamán emlékeztette küldött-társait, hogy a republikánus párt a Kongresszusban kisebbségben van, különösen a szenátusban, s így az északiak ugyanúgy kompromisszumok kötésére lesznek rákényszerülve, mint a megelőző évtizedekben. Mivel a Legfelsőbb Bíróság a Dred Scott vs. Sandford ügyben 7-2 arányban a Délnek adott igazat, így évtizedeket vett volna igénybe, hogy a szenátus által kijelölt új bírák ellentétes ítéletet hozzanak. Nem szavazta meg az elszakadást, de egyetértett az elszakadás jogosságával, amennyiben a szövetségi kormány megengedi északi államoknak a szökött rabszolgák visszaszolgáltatásáról szóló törvény nullifikálását a személyes szabadságjogok alapján. Megválasztották a Konföderációs Kongresszus tagjai közé, a Kongresszus pedig 1861 februárjában az ideiglenes kormány alelnökévé választotta. Az ideiglenes hivatali esküt február 11-én tette le, az állandó hivatali esküt pedig egy évvel később, 1862. február 22-én. 1865. május 11-én tartóztatták le az északi katonák, így hivatalosan nyolc nappal tovább marad kabinettag, mint az elnök, Jefferson Davis.

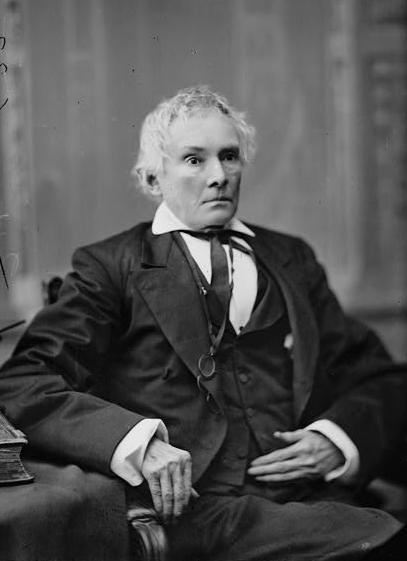
Stephens öregkorában

1861. március 21-én a georgiai Savannah-ban Stephens elmondta a híres Cornerstone Speech-et (Sarokkő beszéd), mely leszögezte, hogy a rabszolgaság a négerek természetes állapota és a Konföderáció alapjainak sarokköve. Szavai szerint: 
|  | „Új kormányunkat ezzel szöges ellentétben álló elképzelésekre építjük; alapja és sarokköve azon a mély igazságon nyugszik, mely szerint a néger nem egyenlő a fehér emberrel; mely szerint a rabszolgaság és a felsőbbrendű fajnak való alávetettség az ő normális állapota.” |
|  | |

A polgárháború kitörésének előestéjén az északi csapatok által megszállva tartott Sumter-erőd és Pickens-erőd elleni katonai fellépés halasztását tanácsolta, hogy a Konföderáció katonaságot gyűjthessen és készleteken halmozhasson fel.
1862-ben Stephens először nyilvánította ki a Davis adminisztrációval való szembenállását. A háború folyamán az elnök döntéseit sokszor bírálta, beleértve a sorozást, a habeas corpus felfüggesztését, és különböző pénzügyi- vagy adóintézkedéseket, illetve Davis katonai stratégiáját.
1863 közepén Davis Washingtonba küldte, hogy a fogolycserét megtárgyalja. A Gettysburgi csatában aratott győzelem következtében azonban a Lincoln adminisztráció elutasította a fogadását. Ahogy a Konföderáció a háborúban egyre kedvezőtlenebb helyzetbe került, Stephens egyre szókimondóbb lett a Davis kabinet bírálatában. 1864. március 16-án Stephens a Georgia állami törvényhozás előtt tartott beszédéről Északon és Délen egyaránt behatóan tudósítottak. A beszédben élesen elítélte a Davis adminisztrációt a sorozás és a habeas corpus felfüggesztése miatt és támogatta, hogy hozzanak döntéseket a háború lezárásának céljával. Ettől kezdve egészen a háború végéig nem szűnt meg a béke érdekében történő lépések mellett agitálni, ami a Davis-hez fűződő, indulásból sem valami bensőséges kapcsolatát végleg megrontotta.
1865. február 3-án egyike lett annak a három konföderációs küldöttnek, akik a River Queen gőzösön találkoztak a Hampton Roads-i konferencia keretében. Az eredménytelenül végződő találkozón azt próbálták megvitatni, hogyan vessenek véget a harcnak. Stephens és Lincoln régebben jó barátok és whig korukban politikai szövetségesek voltak az 1840-es években.

## A háború utáni karrierje

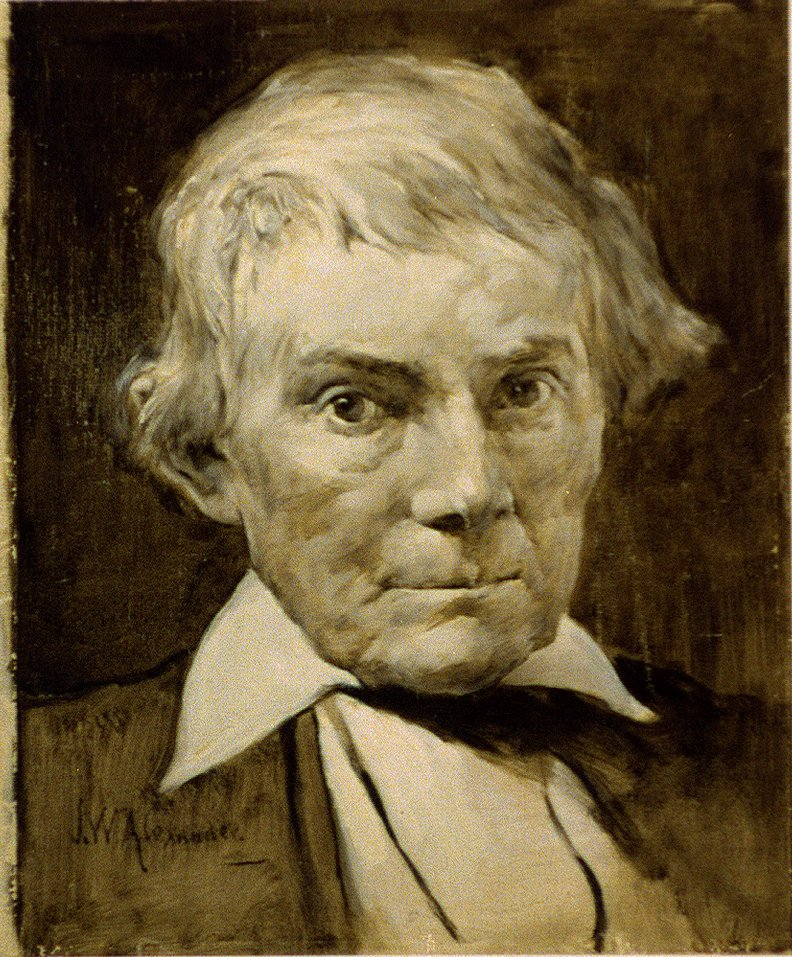
John White Alexander portréképe Alexander Stephens-ről.

Stephens-t 1865. május 11-én tartóztatta le a 4. Iowai lovasezred otthonában, Crawfordville-ben. A bostoni kikötőben álló Fort Warrenben raboskodott öt hónapon át, mígnem 1865 októberében szabadon eresztették. Majdnem minden korábbi rabszolgája mellette maradt, noha igen kevés, vagy semennyi fizetséget sem tudott adni nekik. 1866-ban Georgia újjáírt alkotmánya alapján ülésező törvényhozás az Egyesült Államok szenátorává választotta, de a radikális republikánusok Andrew Johnson elnök megbékéltetési politikájának ellenszegülve több hasonlóan járó társával együtt nem engedték elfoglalni szenátusi helyét. 1873-ban Stephens-t Ambrose R. Wright halála után a 8. választókerületből demokrata párti színekben beválasztották a Kongresszus képviselőházába.
Politikai pályafutása mellett írással kezdett foglalkozni. 1867-től 1870-ig megírta az A Constitutional View of the Late War Between the States (Az államok közötti háború alkotmányos vizsgálata) c. kétkötetes művét, majd 1871-től 1883-ig dolgozott a History of the United States (Az Egyesült Államok történelme) c. munkáján. 1874-től 1880-ig négyszer választották újra kongresszusi képviselőnek, mígnem 1882. november 4-én lemondott, mert Georgia kormányzója lett.
Ekkor már igen agg és törékeny volt, de továbbra is dolgozott birtokán és háza körül. Egyik volt rabszolgája segítségével kapujának megjavításán fáradozott, mikor az váratlanul rádőlt és megnyomorította. Mindössze négy hónappal a kormányzóság elnyerése után, 1883. március 4-én Stephens belehalt a balesetben szerzett sérüléseibe. Először az atlantai Oakland Cemetery-ben temették el, majd később porait hazaszállították crawfordville-i birtokára Liberty Hall-ba.
Személyes iratainak gyűjteményét digitalizált formában a Rubenstein Library őrzi a Duke Egyetemen.

## Ábrázolása

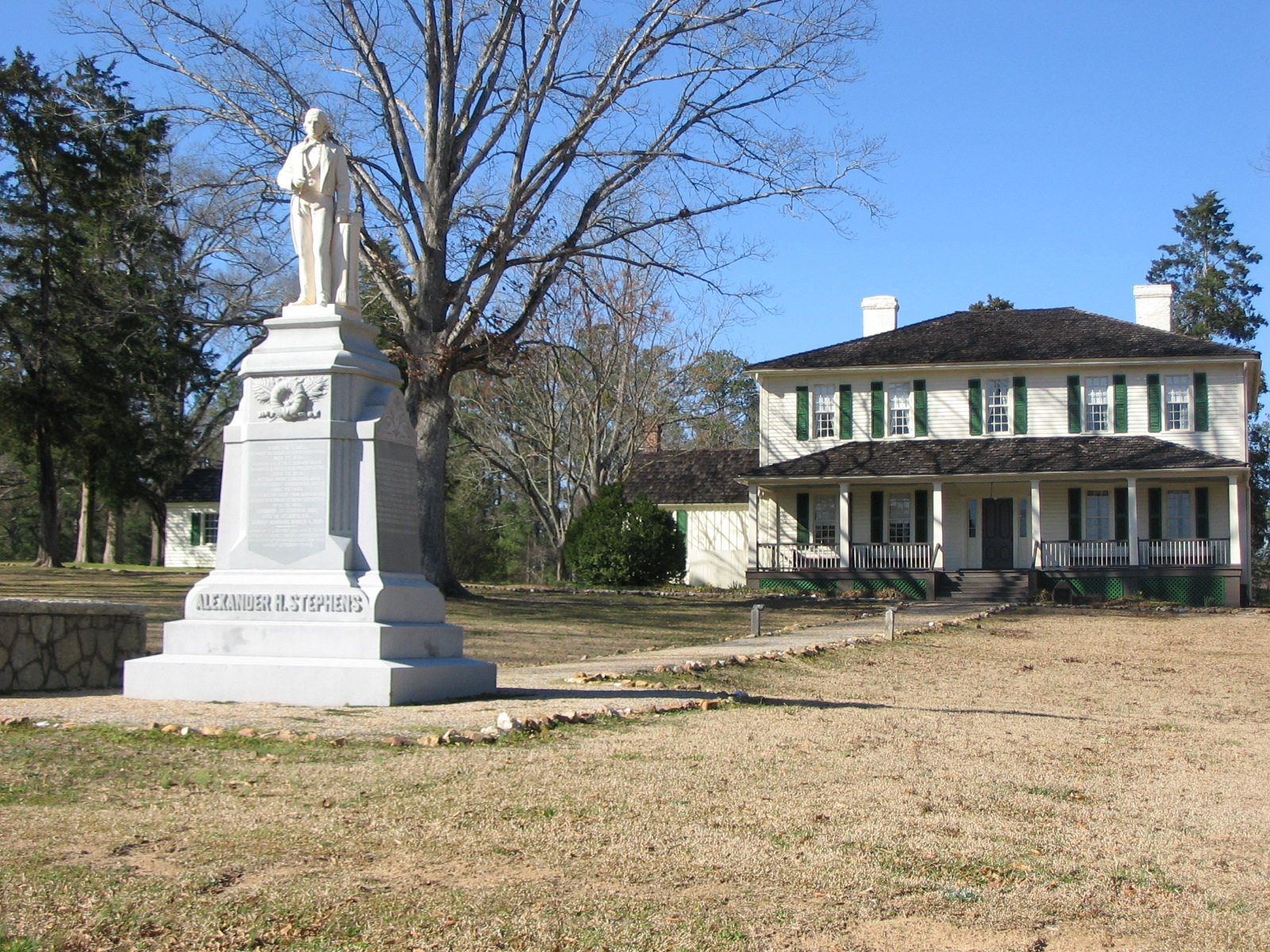
Alexander Stephens síremléke a Liberty Hall előtt

Steven Spielberg Lincoln című filmjében Stephens-t Jackie Earle Haley keltette életre. A film a Hampton Roads-i konferencián való részvétel közben mutatja be.
A National Statuary Hall Collection-ben látható szobra képviseli Georgia államát Crawford W. Long szobrával együtt.
Stephens képmása szerepelt a Konföderáció 3., 5., 6. és 7. kibocsátású húszdolláros bankjegyén. A georgiai és a texas-i Stephens megye róla lett elnevezve. A Crawfordville melletti A. H. Historic Park szintén az ő nevét viseli.

## Külső hivatkozások
- Alexander Stephens a Biographical Directory of the United States Congress weboldalán  2009-03-22
- Alexander Stephens életrajza és idővonala Archiválva 2006. május 9-i dátummal a Wayback Machine-ben
- Alexander H. Stephens Papers, 1823–1954 (digitalizált), Rubenstein Library, Duke University.
- Az Alexander H. Stephens papers, tartalmazza a konföderációs alelnökként folytatott levelezését; kutatási célból elérhető a Historical Society of Pennsylvania-nál.
- Alexander Stephens élete és munkássága (angol nyelven). portagepub.com. [2007. március 12-i dátummal az eredetiből archiválva]. (Hozzáférés: 2007. március 12.)
- "Cornerstone" Speech (angol nyelven). TeachingAmericanHistory.org. (Hozzáférés: 2015. március 1.)
- What I Really Said in the Cornerstone Speech (Hogyan értettem valójában a Cornerstone Speech-ben mondottakat (angol nyelven). adena.com. [2005. november 3-i dátummal az eredetiből archiválva]. (Hozzáférés: 2005. november 3.)
- Abraham Lincoln magasztalja Alexander Stephens-t a Mexikói háború idején a Shapell Manuscript Foundation oldalán[halott link]
- A Cornerstone-speech másik magyarázata
- A. H. Stephens State Historic Park
- A Constitutional View of the Late War Between the States: Vol. I (1868)
- A Constitutional View of the Late War Between the States: Vol. II (1870)

## Fordítás
- Ez a szócikk részben vagy egészben  az   Alexander H. Stephens című angol Wikipédia-szócikk ezen változatának fordításán alapul.  Az eredeti cikk szerkesztőit annak laptörténete sorolja fel. Ez a jelzés csupán a megfogalmazás eredetét és a szerzői jogokat jelzi, nem szolgál a cikkben szereplő információk forrásmegjelöléseként.